# 宮若市石炭記念館
宮若市石炭記念館（みやわかしせきたんきねんかん）は、福岡県宮若市にある石炭鉱業史の資料館である。

## 概要

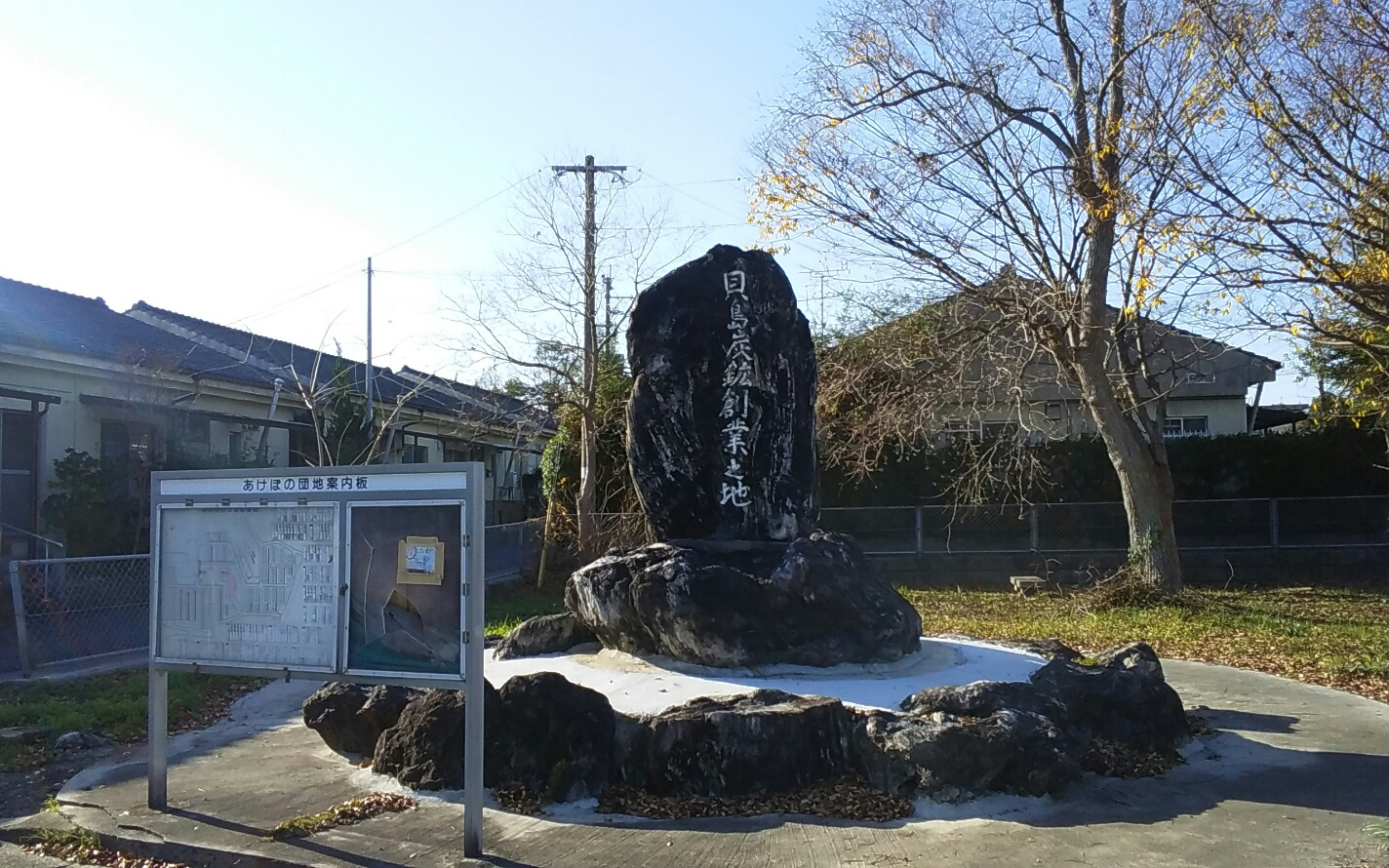
「貝島炭鉱創業之地」の碑

旧宮田町の経済を支え、筑豊炭田を代表する炭鉱であった貝島炭礦の歴史を今に伝える機器や模型、写真等を展示している施設。
1977年（昭和52年）に開館。建物は、貝島炭礦が設置した私学大之浦小学校が起源の旧大之浦小学校の校舎をそのまま活用しており、大之浦小学校の教室を再現した展示もある。自由美術協会に属した村島定児や、貝島炭礦の技術者だった山近剛太郎による記録画を展示するコーナーもある。
屋外には蒸気機関車が静態保存されており、このうちアルコ22号機関車は宮若市指定近代化遺産に登録されている。

## 利用案内
- 開館時間：9:00 - 17:00
- 休館日：月曜日（月曜日が祝日のときは火曜日）、木曜日の午後、年末年始（12月28日から翌年1月3日まで）、祝日
- 入館料：無料